# 포카차
포카차(이탈리아어: Focaccia)는 첨가제가 들어가지 않는  이탈리아의 평평한 빵이다. 피자 반죽과 질감과 스타일이 비슷하다. 주로 허브를 곁들이며, 올리브 등의 다른 재료도 곁들일 수 있다.
포카차는 특히 이탈리아에서 유명하며, 올리브유, 소금, 때때로는 허브로 양념하기도 한다. 피자와 비슷하게 양파, 치즈, 고기 등의 여러 재료로 토핑되며 야채가 곁들여지기도 한다.
포카차는 많은 식사에서 피자 대신 사이드 디시로 제공된다.

## 만들기
가장 잘 알려진 포카차는 소금 포카차이다. 밀가루, 소금, 물, 기름, 이스트가 들어갔다는 점에서 포카차의 반죽은 피자 반죽과 흡사하다. 포카차는 손으로 자주 만들며 다른 납작빵에 비해서 반죽이 두꺼운 편이다. 반죽이 만들어진 후에는 주로 석조 오븐에 구워지며 다른 종류의 오븐으로 구워도 큰 영향은 없다. 제빵사들은 빵 표면에 거품이 이는 것을 방지하기 위해 포카차 반죽에 칼로 구멍을 내기도 한다.
흔히 손가락이나 포크의 손잡이로 포카차 반죽에 점을 찍는 것을 볼 수 있다. 점을 찍으면 빵 반죽 속의 습기를 보존할 수 있기 때문이다. 종종 제빵사들은 굽기에 앞서 요리용 솔을 이용해 올리브유를 반죽에 바르기도 한다. 북부 이탈리아에서는 더 부드러운 포카차를 위해 반죽에 라드를 넣기도 한다.

## 피자와의 비교
평균적인 피자와 포카차의 가장 큰 차이점은 피자 반죽이 매우 소량의 이스트만 첨가하는 것에 비하여 포카차 반죽은 많은 양의 이스트를 첨가한다는 점이다. 추가적으로 이스트를 첨가하면 반죽이 더 바삭해지고 많은 올리브유를 흡수할 수 있도록 도와준다. 그에 비해 적은 양의 이스트만 첨가된 피자 반죽은 많은 양의 올리브유를 흡수하기에는 너무 빽빽하다.

## 같이 보기
- 피자
- 납작빵
- 이탈리아 요리